# Oursel-Maison
Oursel-Maison é uma comuna francesa na região administrativa de Altos da França, no departamento de Oise. Estende-se por uma área de 6,97 km². Em 2010 a comuna tinha 245 habitantes (densidade: 35,2 hab./km²).